# Ut queant laxis

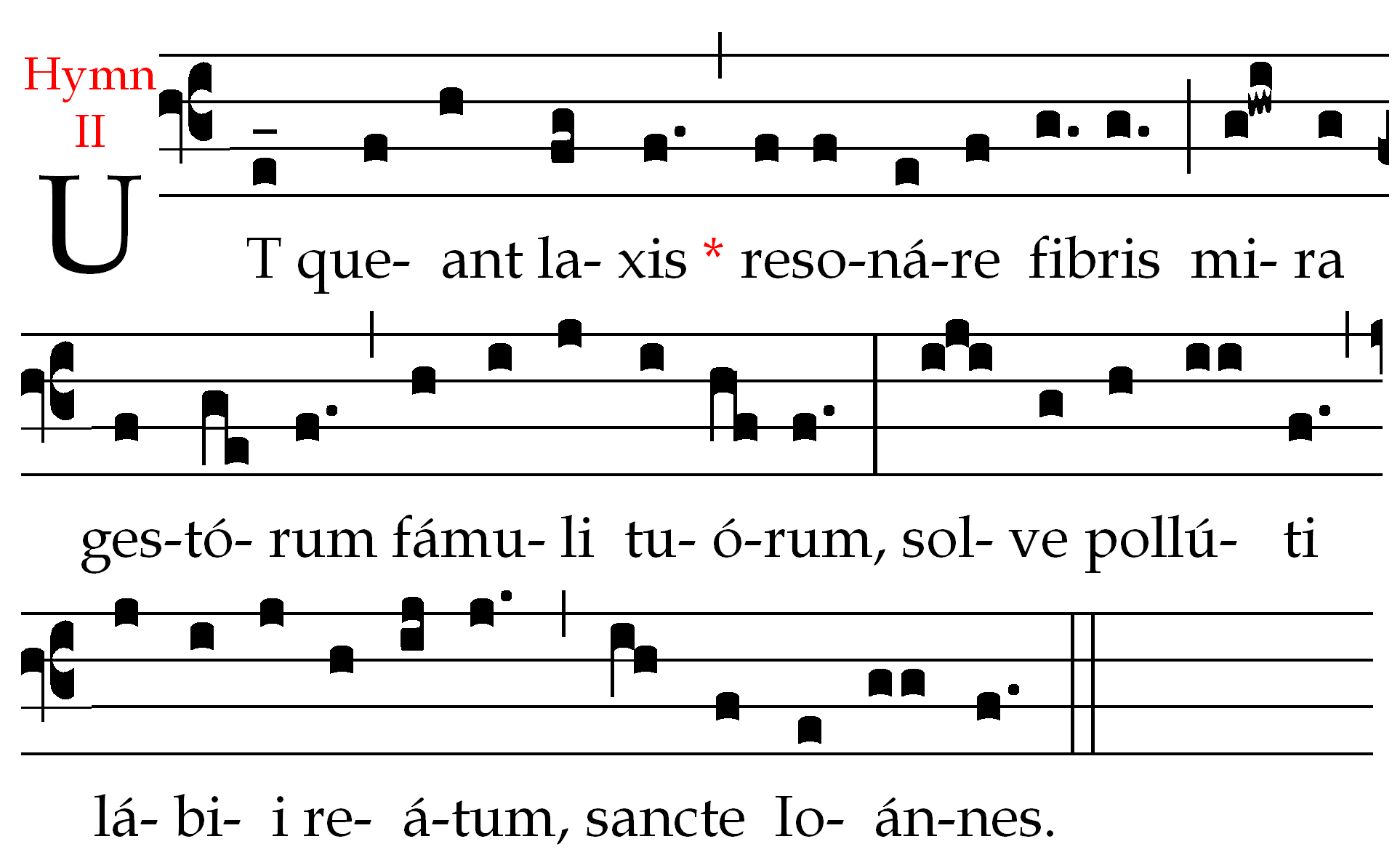
Ut queant laxis в невменной нотации

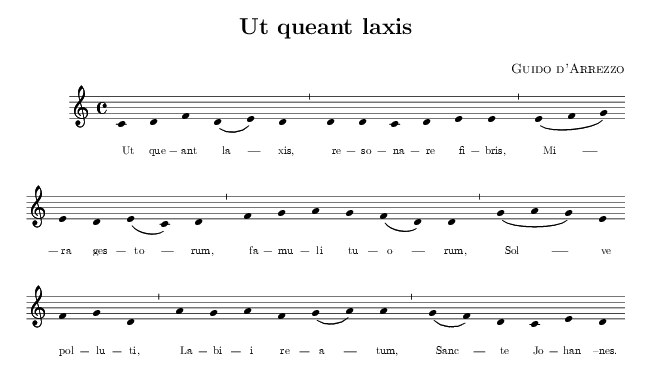
Ut queant laxis в современной нотации

Ut queant laxis (с лат. — «чтобы смогли во весь голос») — гимн Иоанну Крестителю, написанный на латинском языке и традиционно приписываемый Павлу Диакону, лангобардскому историку, жившему в VIII веке. Автором мелодии гимна ныне принято считать Гвидо Аретинского (первая треть XI века). Начальные слоги каждой строки гимна (по типу акростиха) послужили названиями ступеней звукоряда (нот). В традиционной католической литургии распев Ut queant laxis приурочен к празднику Рождества Иоанна Крестителя.

## Краткая характеристика
Особенность распева гимна такова, что каждое полустишие строки распевается на новую мелодическую фразу, которая начинается со следующей по порядку ступени диатонического гексахорда, первая мелодическая фраза начинается слогом ut и звуком C (в натуральном гексахорде) или G (в твёрдом гексахорде), вторая — re (D / A), третья — mi (E / h) и так далее. Автором «дидактической» мелодии, обеспечившей «поступенную» привязку стихов (известного ранее, но с другой мелодией) гимна, был, по общему мнению, Гвидо Аретинский. Подробней о дидактической реформе Гвидо и её позднейшей рецепции см. сольмизация.

### Текст оригинала
1. Ut queant laxis

resonare fibris

Mira gestorum

famuli tuorum,

Solve polluti

labii reatum,

Sancte Iohannes.
2. Nuntius celso veniens Olympo, 

Te patri magnum fore nasciturum,

Nomen et vitae seriem gerendae

Ordine promit.

3. Ille promisit dubius superni,

Perdidit promptae modulos loquelae:

Sed reformasti genitus peremptae

Organa vocis.

4. Ventris obstruso recubans cubili,

Senseras regem thalamo manentem:

Hinc parens nati meritis uterque

Abdita pandit.

5. Gloria Patri, genitaeque proli

Et tibi compar utriusque semper,

Spiritus alme, Deus unus, omni

Tempore saecli.

### Русские переводы
Перевод Р. Л. Поспеловой
Чтобы открытыми устами

Смогли воспеть рабы

Твоих деяний чудеса,

Вину с порочных губ ты отпусти,

Святой наш Иоанн.
Перевод С. Н. Лебедева
Чтобы рабы [твои] в полный голос

Могли воспеть чудеса твоих деяний,

Отпусти им, святой Иоанне, грех изустный.
Перевод Н. П. Дилецкого
Да возможем хвалити чудеса,

Боже наш,

святых Твоих раби Твои,

развяжи устен скверных

прегрешения узы.
Мнемонический перевод М. И. Катуняна
Утробою отверстой чтобы

Ревнители твои сумели

Миру возгласить деяний чудеса

Фальшь совлеки с их губ,

Солгать дабы не смели,

Лаская слух напевом,

Святый Иоанне.

### Дополнительная информация
Под ту же мелодию (где каждая музыкальная фраза начинается со следующей по порядку ступени диатонического гексахорда) наряду с Ut queant laxis средневековые музыканты подкладывали также другие тексты с той же дидактической целью, что и Ut queant laxis. Наиболее известная контрафактура, которая отмечается даже в самых старых рукописях с Гвидоновыми трактатами (XI—XII века) Trinum et unum:
Trinum et unum

Pro nobis miseris

Deum precemur

Nos puris mentibus.

Te obsecramus

Ad preces intende,

Domine, nostras.
В этом гимне слог Tri распевался на первой ступени Гвидонова гексахорда, слог Pro — на второй, De — на третьей и так далее.

### В иудейском богослужении
Традиционный напев иудейской молитвы «Галель», если и не соглашаться с тем, что он напоминает Tonus peregrinus, во всяком случае необходимо признать, что он близко соответствует напевам, которые предназначены для псалмов Laudate pueri и Laudate Dominum в регенсбургском Graduale Romanum; псалмы эти поются во время вечери 24 июня, дня Иоанна Крестителя, когда исполняется между прочим знаменитое Ut queant laxis.

## Рецепция гимна в полифонической музыке
Текст Ut queant laxis (с Гвидоновой мелодией или без неё) неоднократно использовали западноевропейские композиторы. К. Монтеверди использовал две строфы оригинального гимна в одной из версий своей многоголосной композиции Iste confessor (вошла в сборник Selva morale, 1641; SV 279a).